# Nepostojano e
Nepostojano e glasovna je promjena koja je karakteristična za kajkavsko narječje. Neka kajkavska imena i toponimi imaju samoglasnik e koji se javlja u nekim oblicima riječi, a u nekim ne.

## Primjeri nepostojanoge
Nepostojano e javlja se u sljedećim primjerima:
- u kosim padežima (genitiv, dativ, akuzativ, lokativ, instrumental) toponima[1]

Čakovec – Čakovca – Čakovcu; Kumrovec – Kumrovca – Kumrovcu...
Tuhelj – Tuhlja; Ivanec – Ivanca, Vrbovec – Vrbovca, Markuševec – Markuševca
- u kosim padežima imena

Gubec – Gupca, Vrabec – Vrapca, Sremec – Sremca
- pridjevi nastali od takvih osnova:

čakovečki, ivanečki, vrbovečki, markuševečki

## Odstupanja
U nekim se kajkavskim imenima ne provodi nepostojano e, najčešće zbog ustaljenosti u hrvatskoj jezičnoj praksi:
Maček – Mačeka, Slaviček – Slavičeka, Zebec – Zebeca, Dragec – Drageca